# Aşağıderedibi, Hamur
Aşağıderedibi là một xã thuộc huyện Hamur, tỉnh Ağrı, Thổ Nhĩ Kỳ. Dân số thời điểm năm 2011 là 680 người.